# Bayur Kidul
Bayur Kidul is een bestuurslaag in het regentschap Karawang van de provincie West-Java, Indonesië. Bayur Kidul telt 3887 inwoners (volkstelling 2010).